# 鳥取市立湖東中学校
鳥取市立湖東中学校（とっとりしりつ ことうちゅうがっこう）は、鳥取県鳥取市湖山町北六丁目にある公立中学校。

## 沿革
- 1947年（昭和22年）4月1日 - 鳥取市賀露町と気高郡湖山村・松保村・末恒村・千代水村の5ヶ町村による組合立湖東中学校として当時の湖山村に創設。当初は賀露 - 湖山間の県道に沿う株式会社の建物を改造したものであった[2]。
- 1952年（昭和27年）12月27日 - 第一・第二・第三の校舎が建築される。
- 1953年（昭和28年）7月1日 - 湖山村など15ヶ村が鳥取市に編入、鳥取市立湖東中学校と改称。
- 1954年（昭和29年）3月15日 - 校歌制定。
- 1968年（昭和43年）4月1日 - 旧松保村の大部分が高草中学校区となる[2]。
- 1997年（平成9年）11月15日 - 創立50周年記念式典。

## 通学区域
鳥取市
- 賀露小学校校区
  - 晩稲、賀露町、賀露町北一丁目、賀露町北二丁目、賀露町北三丁目、賀露町北四丁目、賀露町西一丁目、賀露町西二丁目、賀露町西三丁目、賀露町西四丁目、賀露町南一丁目、賀露町南二丁目、賀露町南三丁目、賀露町南四丁目、賀露町南五丁目、賀露町南六丁目、湖山町北六丁目の一部、湖山町東三丁目の一部、千代水二丁目の一部、千代水三丁目の一部、千代水四丁目の一部、港町、南隈
- 湖山小学校校区
  - 岩吉（西日本旅客鉄道山陰本線以北）、湖山町北一丁目、湖山町北六丁目の一部、湖山町東一丁目、湖山町東二丁目、湖山町東三丁目の一部、湖山町東四丁目、湖山町東五丁目、湖山町南一丁目、湖山町南二丁目、湖山町南三丁目、湖山町南四丁目、足山、千代水二丁目の一部、千代水四丁目の一部
- 湖山西小学校校区
  - 湖山町北二丁目、湖山町北三丁目、湖山町北四丁目、湖山町北五丁目、湖山町西一丁目、湖山町西二丁目、湖山町西三丁目、湖山町西四丁目、湖山町南五丁目
- 末恒小学校校区
  - 内海中、小沢見、白兎、伏野、三津、美萩野一丁目、美萩野二丁目、美萩野三丁目、美萩野四丁目、美萩野五丁目

## 校区内の主な施設
- 湖山池
- イオンモール鳥取北
- 鳥取港（賀露港）
  - 鳥取港海鮮市場かろいち
  - かにっこ館
- 山陰本線：末恒駅・鳥取大学前駅・湖山駅
- 鳥取空港

## 出身者
- 深澤義彦（鳥取市長）
- 影井秀（作家、東大コーチ株式会社代表取締役）
- 伊藤ゆみ（女優、元Sugarのメンバー）
- 阪田瑞穂（元女優、元美少女クラブ31のリーダー）